# جون هايوود (سياسي)
جون هايوود (بالإنجليزية: John Haywood)‏ هو سياسي أمريكي، ولد في 23 فبراير 1754 في مقاطعة إيجكوم في الولايات المتحدة، وتوفي في 18 نوفمبر 1827 في رالي في الولايات المتحدة. انتخب North Carolina State Treasurer ‏ (1787 – 1827).